# .357 Magnum
La .357 Magnum (o 9 x 33 mm R in misura metrica, dove R sta per rimmed, flangiata) è una cartuccia ideata in USA nei primi anni 1930, derivandola dalla .38 Special, e fu realizzata inizialmente per le pistole a tamburo.

## Storia
Venne ideata da Elmer Keith e Phillip Sharpe, e prodotta dalla Smith & Wesson, nota azienda di armi da fuoco dal 1852. Venne introdotta sul mercato nel 1934 e fu per prima incamerata nella rivoltella Smith & Wesson 27; da allora, il suo impiego si è ampiamente diffuso ed è tuttora in uso. Il nome Magnum deriva dalle omonime bottiglie extra-large di champagne, che ne contengono quanto due ordinarie.

## Progettazione
La cartuccia .357 Magnum, inizialmente destinata alla caccia, fu adottata dalle forze di Polizia che avevano la necessità di munizioni efficaci contro le automobili (occorre ricordare che le automobili degli anni trenta avevano le carrozzerie in lamiera assai più spessa delle attuali), e a scopo di autodifesa. Nello sviluppo della .357 Magnum ha avuto un ruolo importante Elmer Keith, cacciatore e sperimentatore di nuove armi. L'obiettivo era produrre una cartuccia per pistola, capace di una notevole forza di penetrazione, una traiettoria piatta, e una lunga gittata.
Come base di partenza venne utilizzato il bossolo del .38 Special, caricato con una quantità di polvere doppia rispetto a quest'ultimo, e la palla ogivale fu sostituita da una tronco-conica o tronco-ogivale; l'innesco è sempre di tipo Boxer. Il bossolo venne allungato di 0,135 pollici (circa 3,5 mm), per evitare l'uso del .357 Magnum in un revolver destinato al .38. Tale uso potrebbe infatti rivelarsi assai pericoloso dato che la munizione .357 Magnum può sviluppare un'energia (ed una pressione) anche più che doppia rispetto alla .38 Special. È invece possibile usare cartucce calibro .38 Special in armi calibro .357 Magnum.

### Descrizione
Una cartuccia .357 Magnum ha il bossolo nichelato o in ottone naturale, dritto, flangiato (da qui la lettera "R" nella denominazione metrica che sta per "rimmed"), con palla tronco-conica o tronco-ogivale.
L'innesco è di tipo Boxer. L'energia sviluppata è di circa 80-90 kgm (circa 800-900 joule) in canna corta, ed una velocità media alla volata supersonica di circa 450-460 m/s (circa 1.600-1.650 km/h), con una gittata utile di oltre 300 metri.
Molti revolver sono camerati per questa cartuccia; tra questi i più famosi sono certamente il Colt Python e la S&W 19 detta "Combat Magnum". Essendo un calibro adatto anche alla caccia di animali di media taglia è camerato non solo da armi corte ma da vari modelli di carabine tra le quali spiccano le Ruger e le Uberti, a leva. Da più di quarant'anni sono state fabbricate anche pistole semiautomatiche in grado di spararlo (per esempio la IMI Desert Eagle).
Nonostante sia surclassata in potenza dal calibro .44 Magnum, per le armi corte molti ritengono che la cartuccia in questione sia di potenza esuberante e di non facile gestibilità, preferendo difatti proprio la .357 Magnum, dotata anch'essa di buona potenza, ma più gestibile.